# El Olivo – Der Olivenbaum
El Olivo – Der Olivenbaum ist eine spanische Tragikomödie und zugleich ein Familiendrama aus dem Jahr 2016. Regie führte Icíar Bollaín. Die Hauptrollen sind mit Anna Castillo, Javier Gutiérrez und Pep Ambròs besetzt.

## Handlung
Die junge Alma lebt mit ihrer Familie auf einem spanischen Bauernhof. Das Familieneinkommen wird mehr schlecht als recht durch die Mast von Hühnern und den Ertrag, den Olivenbäume erbringen, erwirtschaftet. In der Vergangenheit musste die Familie viele Rückschläge einstecken: Alma zerstritt sich mit ihrem Vater, der den uralten Olivenbaum auf dem Besitz der Familie für 30.000 Euro verkaufte, um sich damit die Zustimmung des Bürgermeisters zum Bau eines Restaurants direkt am Strand zu sichern. Dieses ging nach einiger Zeit bankrott. Almas Onkel Alcachofa verlor nach einer Pleite als Spediteur neben den Lkws auch seine Frau Estrella und Almas heißgeliebter Opa hat das Sprechen eingestellt, als der Olivenbaum gegen seinen Willen verkauft wurde.
Nach Almas Meinung hängen all diese Schicksalsschläge mit dem Verkauf des Familienbaums zusammen. Alma beschließt, den Baum wieder heimzuholen. Nach einigen Recherchen findet sie heraus, dass er in der Eingangshalle des Energieversorgungsunternehmens RRR in Düsseldorf steht und als Symbol für Nachhaltigkeit Teil des Firmenlogos geworden ist. Um Alcachofa und ihren Verehrer Rafa auf den Weg zu bringen, erfindet sie eine Geschichte: Ein deutscher Pfarrer habe den Baum von einem reuigen, verstorbenen Spender erhalten und wolle ihn der Familie zurückgeben.
Rafa „leiht“ über das Wochenende einen Tieflade-Sattelschlepper mit Kran von seinem Chef und er, Alma sowie Alcachofa fahren los. Je näher sie Düsseldorf kommen, umso mulmiger wird Alma. Sie hat Rafa und ihren Onkel Alcachofa angelogen. Ihre Freundinnen Wiki, eine Internetspezialistin, und Adelle gründen inzwischen eine Facebook-Gruppe „Rettet den alten Olivenbaum“.
In Düsseldorf betreten die drei die Firmenzentrale und sehen sofort: Es ist ihr Familienbaum. Jedoch werden sie umgehend vom Sicherheitsdienst nach draußen befördert. Almas cholerischer Onkel erleidet einen Wutanfall und will sofort zurückfahren – mit oder ohne Alma. Dennoch kommt er wieder zurück und die drei Spanier setzen sich auf eine Mauer gegenüber dem Gebäude. Sie haben keinen Plan.
Ausgelöst durch die Facebook-Gruppe, kommt es zu einer Demonstration gegen RRR. Demonstranten und das Trio gelangen in die Eingangshalle. Alma klettert sofort hoch in den Baum, wie sie es schon als kleines Mädchen getan hatte. Gerade da trifft die Nachricht vom Tode ihres Großvaters ein, zu dem Alma immer ein besonderes Verhältnis hatte. Für ihn wollte sie den Baum ihrer Kindheit um jeden Preis zurückholen.
Tiefbetrübt und ohne Baum kehren die drei in ihr Dorf zurück. Alma hat einen kleinen Zweig von ihrem Baum genommen, den man feierlich einpflanzt. Doch die Reise war nicht vergebens, denn das alles hat dazu geführt, dass Estrella wieder zu Alcachofa gefunden hat, Alma wieder mit ihrem Vater spricht und Rafa sich wieder Hoffnungen machen darf.

## Produktion, Hintergrund und Veröffentlichung
Es handelt sich um eine Produktion von Morena Films in Koproduktion mit der Kölner Firma The Match Factory unter der Leitung von Viola Fügen und Michael Weber. Für den Verleih war die Piffl Medien GmbH zuständig. Gedreht wurde in Spanien (Sant Mateu und Umland), Frankreich und in Deutschland (Düsseldorf und Gelsenkirchen). Dem Film lag ein geschätztes Budget von 4.200.000 € zugrunde. Am Eröffnungswochenende spielte er in Spanien 375.432 € ein.
Icíar Bollaín erklärte, dass sie den Film „ein bisschen wie ein Märchen“ habe erzählen wollen, er aber durchaus „einen realen Bezugspunkt“ habe. Es sei eine Geschichte über das, was in ihrem Land geschehen sei und noch geschehe. Alma, die Heldin ihres Films, erlebe das, was der Immobilien- und Finanzcrash von 2007 in vielen spanischen Familien angerichtet habe. Gegenpart dazu sei „die Erinnerung an eine glückliche Kindheit, an die Fröhlichkeit des Großvaters [und] den Zauber des Olivenbaums“. Aus diesem Widerspruche entstehe „die Reibung, der Schmerz, die Rebellion, die Hoffnung, die Entschlossenheit“. Vielleicht bedürfe es ja vieler Don Quijotes, „die Unmögliches wagen, um am Ende womöglich am Anfang von etwas Neuem zu stehen“.
Ihren Anfang nahm die Geschichte durch eine Zeitungsmeldung, die Paul Laverty gelesen hatte. Ein tausendjähriger Olivenbaum war aus der Comarca Baix Maestrat in den Norden Europas verfrachtet worden, wo er als Schmuck dienen sollte. Schon vielen Olivenbäumen war es ähnlich ergangen. Für Laverty spiegelte sich darin die Ausplünderung wider, die sein Land während der Jahre des Booms erlitten hatte. Er sah darin einen Schaden, den man der Region zugefügt hatte, kultureller Reichtum wurde ohne Not preisgegeben. Laverty äußerte: „Einer der höchsten Preise, den wir für diese Krise zahlen, ist – abgesehen von der materiellen Verarmung – das Verschwinden von etwas Essentiellem, der Hoffnung.“
Der Film wurde am 6. März 2016 auf dem Miami International Film Festival in den USA aufgeführt. Am 9. Juni 2016 lief er auf dem Sydney Film Festival in Australien, am 23. Juni 2016 auf dem Brussels European Film Festival und am 26. Juni 2016 auf dem Internationalen Film Festival in München. Am 25. August 2016 kam er in Deutschland in die Kinos.
Vermarktet wird er auch in folgenden Ländern: Spanien, Griechenland, Israel, Frankreich, Niederlande. Der internationale Titel ist The Olive Tree.

## Kritik
Die Redaktion von Filmstarts fasste ihre Kritik zum Film folgendermaßen zusammen: „Der zweite gemeinsame Film von Icíar Bollaín und dem Ken Loach-Drehbuchautoren Paul Laverty beginnt zwar stark, läuft am Ende aber etwas ins Leere.“
Die El Diario in New York war der Ansicht, „noch nie [habe] uns ein Baum so viel zum Weinen und Lachen gebracht… ‚El Olivo‘ sei Drama und Komödie zugleich. In einem Moment schnür[e] sich einem die Kehle zu, im nächsten lös[e] sich der Knoten in einem Lachanfall. Die Dialoge [seien] tief und leichtfüßig, komisch und klug. Die Schauspieler [seien] lebendig und kraftvoll, ganz auf der Höhe dieses Filmjuwels, und während der ganzen Reise spür[e] man, dass die Chemie zwischen ihnen stimm[e] – ja, ‚El Olivo‘ [sei] auch ein Road Movie. Außerdem Sozialdrama, Naturfilm, Gegenwartsbeschreibung...“
Für EFE stellte sich der Film als „ein Road Movie á la Don Quijote, voller Humor und Lust, die Welt zu verändern“ dar.
Público sprach von einem „befreiende[n] und tief bewegende[n] Film“. Icíar Bollaín habe „die Geschichte von Paul Laverty ganz zu ihrer eigenen gemacht und sie mit einer außergewöhnlicher Sensibilität bereichert“. El Olivo sei „ein wunderschöner Film, berührend, voller Wahrheit, Empörung und Hoffnung, ein Film, der Mut mach[e]“.
Im Blog de Cine hieß es: „Die Krise ist der Hintergrund für eine bewegende Geschichte, die zu einer Metapher auf das Leben selbst wird, zu einer Ode an die Liebe, die Hoffnung und die Widerständigkeit... Das Beste: Javier Gutiérrez und der komische Ton, mit dem er das Drama von ‚El Olivo‘ leichter macht.“
Factoría del Cine war der Ansicht, dass ‚El Olivo‘ gerade in seinem „Thema der Familienbeziehungen funktionier[e]“ und „auf eine wundervolle Weise bewegend  und wahrhaftig“ sei. „Die größte Überraschung des Films [sei] Anna Castillo in ihrer ersten großen Kinorolle, die sie von Anfang bis Ende mit großer Meisterschaft, Glaubwürdigkeit und Entschiedenheit verkörper[e].“
The Hollywood Reporter sprach von einer „Feel-Good-Kombination aus Zorn und Zärtlichkeit, eine scheinbar einfache Geschichte über eine Familie und ihren jahrtausendealten Olivenbaum, die im besten Kinogrund wurzelt, den es gibt: der emotionalen Wahrheit“. Die Schauspieler seien „herausragend“. Anna Castillo überzeuge als „erfrischend widerspenstige Alma, und Javier Gutiérrez [werde] als Almas Onkel Alvachofas mit seinem nuancierten, mitreißenden und engagierten Spiel zum Hauptträger des klugen, selbstironischen Humors des Films“. Gelobt wurde auch Pascal Gaignes Filmmusik, die mit „großer Meisterschaft auf dem schmalen Grat zwischen wahrhaftiger Emotion und Sentimentalität“ wandele und Sergio Gallardos „souverän unaufgeregte Cinemascope-Bilder“.
Variety sprach von einer „bittersüße[n] Geschichte, ein[em] Arthouse Crowdpleaser, erdig, behutsam und berührend… […] Anna Castillo überzeug[e] mit dem richtigen Maß an Verlorenheit und Stärke, Verletzlichkeit und Widerständigkeit. Javier Gutiérrez [sei] als Alcachofas ihr mitreißend liebenswerter Gegenpart, dem die größten Lacher des Films gehören, der aber gleichzeitig mit einer melancholischen Unterströmung eine Ahnung von Schuld ausdrücke. Für die Rolle des Ramón ha[be] die Casterin Mireia Suarez dem Film einen großen Dienst erwiesen, indem sie einen nicht-professionellen Schauspieler gefunden ha[be]: Manuel Cucala ha[be] ein sagenhaftes Gesicht, und allein seine Hände [hätten] eine von der Arbeit gezeichnete Authentizität, die sich nicht nachahmen [lasse].“
Cinemas Comics stellte ebenfalls auf die Hauptdarsteller ab und befand: „Man spürt mit jedem Atemzug, dass Anna Castillo, Javier Gutiérrez und Manuel Cucala ihre Figuren bis hinein in die innersten Winkel erforscht haben – Protagonisten aus drei Generationen, die so wirklich und wahrhaftig sind, dass sie sich tief ins Gedächtnis der Zuschauer eingraben.“
Martin Schwickert schrieb im Tagesspiegel der Film sei „eine echte Don-Quichote-Mission“, eine „Hymne auf die Hoffnung“ und finde „eine gute Balance zwischen Pathos und Realismus und sei mehr als ein plattes Öko-Märchen“. Und weiter hieß es: „Auf dem Papier mag ‚El olivo‘ der Regisseurin Icíar Bollaín wie eine naturmetaphorisch überladene Schnulze wirken. Aber das Skript stammt aus der Feder von Paul Laverty, der als Ken Loachs langjähriger Drehbuchautor die Balance zwischen Pathos und Realismus gründlich eingeübt hat. Und so ist ‚El olivo‘ weit mehr als ein ‚Mein Freund der Baum‘-Film, sondern spiegelt im engen Familienkosmos die gesellschaftliche Desillusionierung im krisengebeutelten Spanien.“

## Auszeichnungen (Auswahl)
Der Film erhielt von der FBW das Prädikat „Besonders wertvoll“.
Die Jury begründete diese Entscheidung unter anderem wie folgt: „Der Baum in El Olivo ist jedoch von einer derartigen Wucht, dass jedes flache Verständnis von kultivierten Bäumen in den Himmel wächst. Der Baum als großes Wunder, Heiligtum und Verbindung zwischen den Menschen. Dieser universellen Aussage kann man sich emotional nicht entziehen, denn die Dialoge und Bilder des Films sind sehr besonders. Gefühle, Erfahrungen, Wünsche und Sehnsüchte der Menschen finden in dem Film gleichermaßen Platz. Die Schauspieler, bis in die Nebenrollen bezaubernde Figuren, überzeugen in einem starken Ensemblespiel. […] El Olivo verdient jede Superlative der Filmkritik. Dies ist zweifelsohne Filmkunst, die Grenzen sprengt und mit großer Leichtigkeit der Wahrheit und Hoffnung einen neuen Raum schenkt.“
Seattle International Film Festival 2016
- 2. Platz Golden Space Needle Award in der Kategorie „Beste Regie“ für Icíar Bollaín
- 3. Platz Space Needle Award in der Kategorie „Beste Schauspielerin“ für Anna Castillo

Nominierung
Seattle International Film Festival 2016
- Golden Space Needle Award in der Kategorie „Bester Film“ für Icíar Bollaín